# Scirpus atrocinctus
Scirpus atrocinctus är en halvgräsart som beskrevs av Merritt Lyndon Fernald. Scirpus atrocinctus ingår i släktet skogssävssläktet, och familjen halvgräs. Inga underarter finns listade i Catalogue of Life.